# Panotrogus myschenkovi
Panotrogus myschenkovi är en skalbaggsart som beskrevs av Ernst Ballion 1870. Panotrogus myschenkovi ingår i släktet Panotrogus och familjen Melolonthidae. Inga underarter finns listade i Catalogue of Life.